# 金魅
金魅是一種流傳於台灣民間的妖怪。

## 文獻記載
最早有關金魅的記載出自《民俗台灣》中宮山智淵介紹的〈金魅〉。傳說金魅原是一名叫做金綢的婢女，生前在某富翁家工作，性勤勞愛潔，卻被嚴厲殘酷的女主人虐打致死。金綢死後，女主人將其屍體草草埋葬，很快就開始物色新的婢女。奇怪的是，家裡明明已經沒有人打掃，卻一直維持著整潔。無論地板、家具、碗瓢都一塵不染，彷彿每晚都被精心擦拭過一般。一個月後，新的婢女入住富翁家，夜晚就睡在金綢的房間裡。隔天早上，卻不見其蹤影，只留下一段頭髮與耳環。女主人驚訝不已，認定這一切都是死後化為厲鬼的金綢所為，於是焚香祭拜金綢並為其立牌位，希望以一年一次活祭品為代價，請金綢繼續為家裡工作，不要作祟家人。從此以後，富翁家每年都會以賤價買入殘廢的奴婢，使其住進金綢的房間，隔天該奴婢消失，只剩頭髮；而金綢也履行約定，使富翁家永保整潔。此事留傳開後，不少民眾爭相仿效立牌祭拜。金綢之名也因其身為鬼魅的特質而改為「金魅」。最早開始祭祀金魅的職業以飯店業為主，希望店面永保整潔；之後一般農家也跟進，使金魅從事插秧、除草、收割等工作。
相傳金魅學習能力很強，只要在田裡插一株秧做為示範，隔天金魅就會依示範完成所有工作。然而金魅也有不知變通的缺點：如果有人惡作劇將做為示範的秧苗反插，隔天金魅也會將整片田的秧苗都倒插。
祭祀金魅的代價是活祭品，祭祀者須定期哄騙外人到家裡過夜；或是用糖果等食物碰觸祭拜金魅使用過的餐具，使其沾上金魅的唾液。吃下沾有金魅唾液的人會被吸乾精氣，臉色蠟黃，骨瘦如柴的死去。作客時，若懷疑對方家有祭祀金魅，可試著在地板上吐口水。若口水瞬間消失，或房內過度整潔，及代表該家主有祭祀金魅。若要防範金魅吸取精氣，可在吃飯時將食物靠近頭髮做摩擦樣；或在胯下處晃幾下再吃。由於金魅有潔癖，會逃避汙穢。
祭祀金魅被視為非常不道德的事。傳說祭祀過金魅的家族將難逃斷子絕孫的命運，因此在台灣並未普及。直至日治時期，祭祀金魅的習俗已幾乎消失，只有少數耆老還聽過金魅的傳說。

## 形貌
金魅由於是靈魂所化，故沒有明確的形體。但也有少數目擊案例，稱其形貌似蛇。

## 源流
金魅的「魅」字在日文記載中寫作「鬼采」，讀音為キンツアイ，可知其最早應讀做「ㄘㄞˇ」，但該字並不存在於中文中，故在翻譯時寫成「魅」。
1965年，林本元在《台灣風物》發表〈金蠶〉一文，提到金蠶盛行於台灣中北部，與金魅一樣會為人工作、「倒插秧」；此外，在苗栗瓜鬼坑一帶也有會為人工作、「倒插秧」的妖怪「瓜鬼」。在客家傳說中，「瓜鬼」又稱「家鬼」，屬於「金蠶蠱毒」的一種。
是此，「金魅」、「金蠶」、「瓜鬼」、「家鬼」被認為是同一系統的傳說，其源起與「人死後為加害者工作」的母題，可能來自原始部落社會的巫蠱信仰：被蠱毒害死的人，魂魄不得超生，反而會化為倀鬼，受下蠱者驅使。

## 流行文化
- 《戲說台灣》
- 臺北地方異聞工作室發行的桌遊《說妖》系列
- 臺北地方異聞工作室發行的實況角色扮演遊戲《金魅殺人魔術》
- 新日嵯峨子的同名輕小說《金魅殺人魔術》
- 何敬堯作，張季雅插畫《妖怪臺灣：三百年島嶼奇幻誌‧妖鬼神遊卷》